# Pragelato
Pragelato (Pradzalà o Prajalats in occitano, Pragelà in piemontese, che significa prato gelato) è un comune italiano di 708 abitanti della città metropolitana di Torino in Piemonte, a circa 82 chilometri a ovest dal capoluogo piemontese. Si trova in Val Chisone e fino al 2009 ha fatto parte della Comunità montana Valli Chisone e Germanasca; dal 2010 aderisce alla neoistituita Comunità montana del Pinerolese.

## Geografia fisica
È un comune sparso dell'alta val Chisone formato dalle frazioni Souchères Basses, La Ruà, Soucheres Hautes, Granges, Rivets, Traverses, Plan, Pattemouche, Villardamond, Allevè, Duc, Chezal, Grand Puy, Faussimagna, Seytes, Troncea, Laval, Jousseaud dislocate in un tratto pianeggiante della valle. La maggior parte di esse è situata alla sinistra del torrente Chisone.
Sopra l'abitato di Pragelato, sulla destra orografica della val Chisone, si apre la val Troncea, preservata e valorizzata dal Parco naturale della val Troncea.

## Storia
La presenza umana nella zona è confermata sin dalla preistoria, ma le prime notizie storiche su Pragelato risalgono all'atto di fondazione dell'abbazia benedettina pinerolese di Santa Maria, alla fine dell'XI secolo.
Tra il XI e il XII secoli fu conquistata dai delfini di Vienne, come tutta l'alta val Chisone, chiamata allora val Pragelato. In seguito entrò a far parte, insieme con altre zone alpine, della repubblica degli Escartons (1343-1713), una comunità che godeva di una certa autonomia e che comprendeva diversi altri territori in Piemonte e in Francia, pur rimanendo sotto il potere francese.
Nel XIV secolo vi si stabilirono i Valdesi, che alla vigilia di Natale del 1386, per sfuggire alle truppe francesi, trovarono rifugio sulle pendici del monte Albergian (3043 m), dove molti bambini morirono assiderati.
Nel 1713, con il trattato di Utrecht, entrò nei domini dei Savoia. Nel 1747 il Colle dell'Assietta (2472 m), a nordest del paese, fu teatro di una celebre battaglia tra la Francia e gli austro-piemontesi.
Il XIX e il XX secoli furono contraddistinti da una notevole migrazione verso la Francia.
Il 19 aprile 1904 una valanga distrusse le capanne dei lavoratori nella miniera del Beth, uccidendo 81 persone, ricordate ora da una lapide al piccolo cimitero della borgata Laval. Pochi anni dopo, nel gennaio del 1924, un'altra sciagura funestò il paese: nella borgata di Grand Puy (in italiano "Grande Poggio") scoppiò un grande incendio che distrusse le case di quasi tutti i suoi 200 abitanti portandoli alla miseria. Tuttavia, grazie all'impegno solidale dei cittadini, del governo e della Chiesa, Grand Puy fu ricostruita completamente in appena sette mesi. Una targa posta sulla facciata della chiesetta della frazione, che si trova a quota 1.831 metri, ricorda quell'evento e celebra l'avvenuta ricostruzione.
Nel 1934 ne fu staccata la frazione di Sestriere, da allora comune autonomo.
Durante la seconda guerra mondiale nel territorio di Pragelato avvennero molti scontri tra la Resistenza italiana e gli occupanti nazifascisti (battaglia del Genevris, agosto 1944).

### Simboli
Lo stemma e il gonfalone del comune sono stati concessi dapprima con decreto del presidente della Repubblica del 18 aprile 1973, poi con D.P.R. dell'8 gennaio 1999.
Il gonfalone è un drappo di bianco.

## Monumenti e luoghi d'interesse

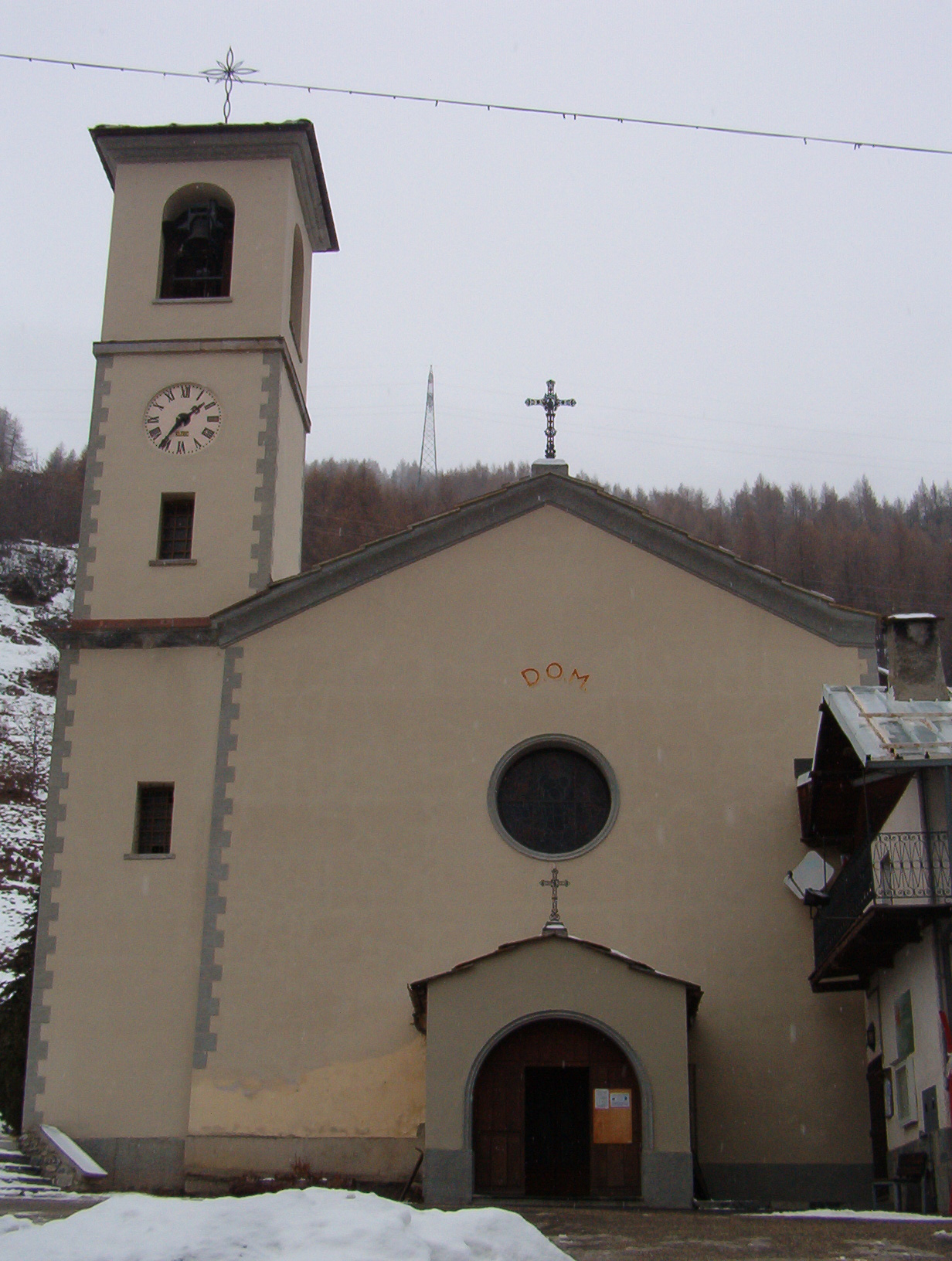
Chiesa parrocchiale alla Ruà.

### Architetture religiose
Pitture e rilievi riproducenti il giglio e i delfini ricordano la dominazione francese. La chiesa parrocchiale alla Ruà, dedicata all'Assunta, venne eretta nel 1686-88 e conserva un dipinto di Gabriele Dufour (XVIII secolo). La chiesa è raffigurata in un francobollo da 0,23 € emesso dalle Poste Italiane il 9 marzo 2004 in occasione dei XX Giochi olimpici invernali.

### Altro
Le borgate Troncea, Laval e Seytes conservano esempi di architettura tradizionale occitana.
Il comune ospita un centro di documentazione sulle meridiane e un museo del costume e delle tradizioni delle genti alpine.
È presente la biblioteca del Parco Naturale val Troncea, fondata nel 1984.
Caratteristico è anche il tradizionale mercatino locale, che si svolge tutto l'anno ogni domenica mattina nel centro del paese.
Dal 1982, solitamente nel mese di agosto, si tiene la Festa della Ghironda, una manifestazione internazionale interamente dedicata a questo antico strumento.

## Società

### Evoluzione demografica
Abitanti censiti

### Etnie e minoranze straniere
Secondo i dati ISTAT al 31 dicembre 2010 la popolazione straniera residente era di 227 persone. La nazionalità maggiormente rappresentata è quella rumena (203 persone, il 25,57% sul totale dei residenti).

## Geografia antropica

### Frazioni
Allevè, Chezal, Duc, Grand Puy, Granges, Jousseaud, La Ruà (capoluogo), Laval, Pattemouche, Plan, Rif, Rivets, Seytes, Souchères Basses, Souchères Hautes, Traverses, Troncea, Tronchée, Val Tronche, Villardamont.

## Economia
Le risorse principali sono la villeggiatura estiva e il turismo sportivo invernale. I prodotti agricoli sono limitati (rinomata la produzione del miele), ma sono presenti attività produttive anche nei settori della distillazione di liquori (genepy), di profumi ed essenze, della lavorazione del legno. Altra attività tradizionale è l'allevamento del bestiame.

### Prodotti tipici

#### Latte, burro e formaggi d'alpeggio

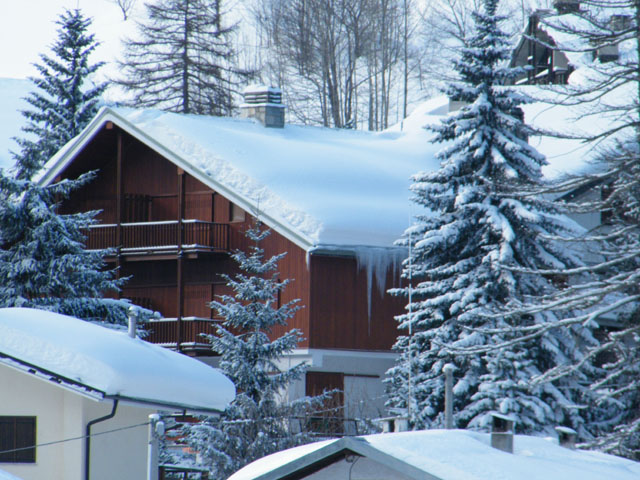
Veduta invernale.

La pastorizia e la lavorazione del latte sono sempre state una preziosissima risorsa per l'economia della valle.
Il latte, soprattutto bovino, è destinato al consumo delle famiglie ma anche alla trasformazione e alla vendita.
La produzione del formaggio permette di ottenere:
- le tome sia fresche sia stagionate;
- i tomini consumati freschi o conservati in vasi di vetro con olio e aggiunta di pepe ed erbe aromatiche;
- la ricotta ottenuta con il siero del latte residuato dalla produzione del formaggio, a volte aromatizzato con timo serpillo o genepy.

#### Patata

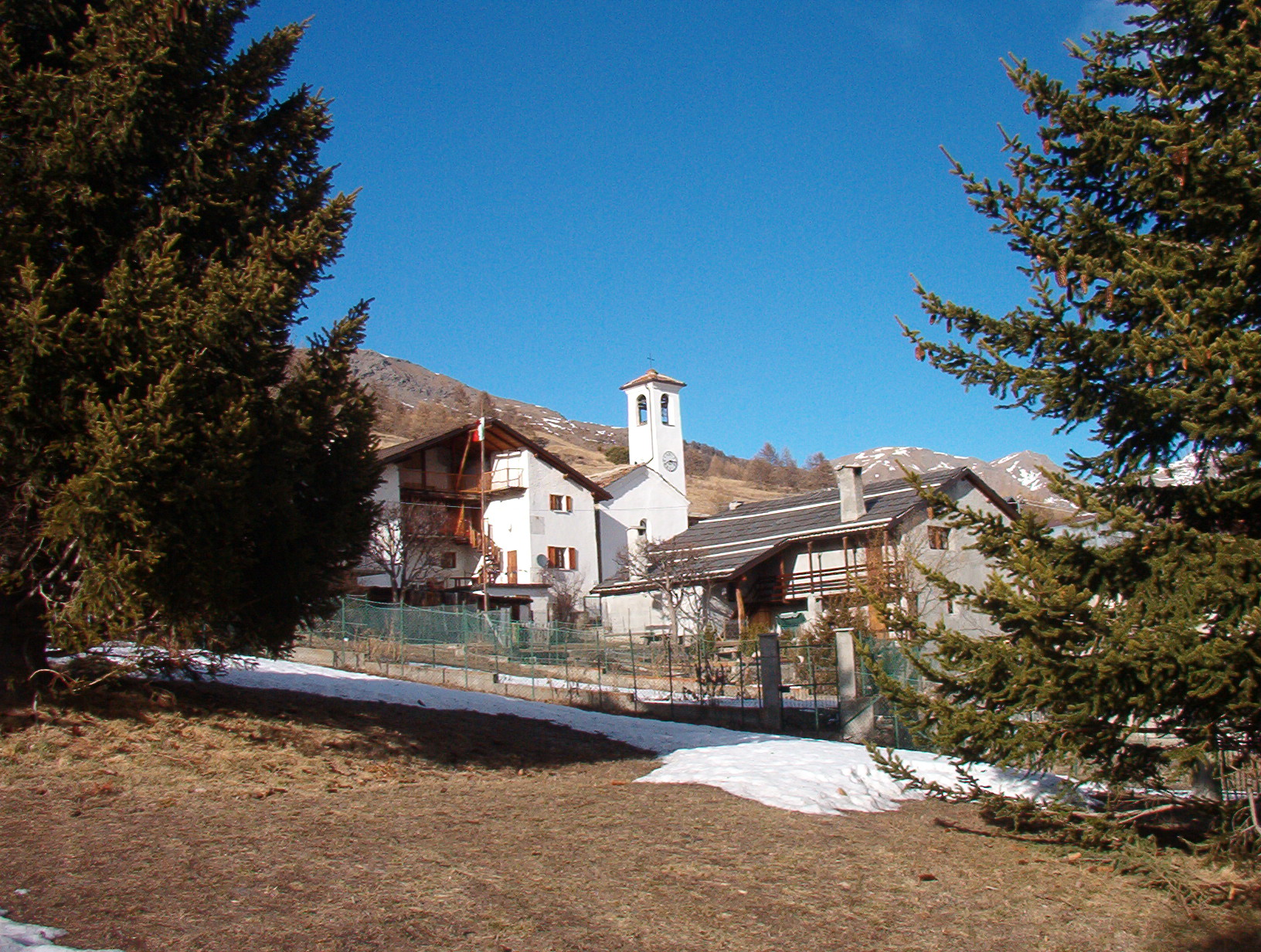
La frazione Grand Puy.

Le patate vengono piantate nella valle a seconda dell'altitudine, in marzo-aprile-maggio, e raccolte da fine luglio a inizio ottobre.
In passato si utilizzava come semente parte del raccolto dell'anno precedente, attualmente ci si orienta verso l'acquisto di sementi selezionate.
Il Di.Va.P.R.A. ha effettuato uno studio per la caratterizzazione della patata pinerolese ed è emerso che tra le patate coltivate a diverse altitudini ci sono forti differenze.
In particolare, a quote maggiori (Pragelato, Gran Puy 1800 m) tutte le varietà tendono a crescere compatte, con polpa soda, adatte quindi sia per le insalate sia le minestre.

#### Miele
Il miele vanta nella valle una lunga tradizione: se ne ha notizia già nel XVIII secolo. L'allevamento delle api consentiva di ottenere un prodotto che veniva facilmente venduto in quanto molto apprezzato per la sua qualità.
Tra le varietà oggi prodotte vi sono, per esempio, i mieli di rododendro e il millefiori, il più diffuso.
Il miele viene utilizzato con i dolci, la polenta, le patate bollite; unito al burro, costituiva un antipasto energetico.
Mescolato al latte caldo, con l'aggiunta di timo o eucalipto, ancora oggi aiuta nella cura delle affezioni respiratorie.

## Infrastrutture e trasporti
Pragelato per la sua attenzione a favorire il turismo sostenibile e la mobilità dolce fa parte del consorzio delle Perle delle Alpi.

## Amministrazione
La tabella elenca le amministrazioni che si sono succedute.
| Periodo        | Periodo        | Primo cittadino  | Partito                            | Carica  | Note   |
| -------------- | -------------- | ---------------- | ---------------------------------- | ------- | ------ |
| 2 luglio 1985  | 26 maggio 1990 | Gabriele Bermond | lista civica                       | Sindaco | [ 10 ] |
| 26 maggio 1990 | 27 giugno 1992 | Gabriele Bermond | lista civica                       | Sindaco | [ 10 ] |
| 27 giugno 1992 | 24 aprile 1995 | Sergio Guiot     | lista civica                       | Sindaco | [ 10 ] |
| 24 aprile 1995 | 14 giugno 1999 | Marco Vigone     | -                                  | Sindaco | [ 10 ] |
| 14 giugno 1999 | 14 giugno 2004 | Valter Marin     | lista civica                       | Sindaco | [ 10 ] |
| 14 giugno 2004 | 8 giugno 2009  | Valter Marin     | lista civica                       | Sindaco | [ 10 ] |
| 8 giugno 2009  | 26 maggio 2014 | Giovanni Arolfo  | lista civica                       | Sindaco | [ 10 ] |
| 26 maggio 2014 | 26 maggio 2019 | Monica Berton    | lista civica Uniti per Pragelato   | Sindaco | [ 10 ] |
| 27 maggio 2019 | in carica      | Giorgio Merlo    | lista civica Insieme per Pragelato | Sindaco | [ 10 ] |

## Sport

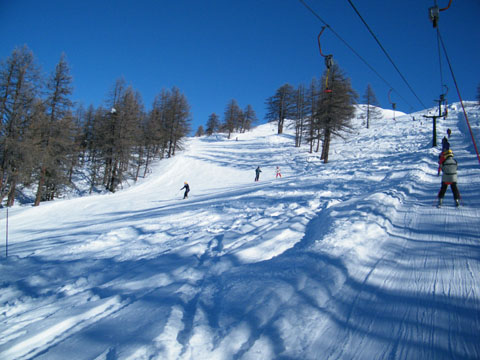
Sport invernali.

Pragelato è una rinomata stazione sciistica, è stata sede di gara dello sci nordico durante i XX Giochi olimpici invernali di Torino 2006 e l'Universiade invernale 2007. Tra gli impianti costruiti per la rassegna olimpica figura lo Stadio del Trampolino. A Pragelato sono state organizzate alcune gare valide per la Coppa del Mondo di combinata nordica, per la Coppa del Mondo di salto con gli sci e per la Coppa del Mondo di sci di fondo.
Sono presenti tre trampolini scuola: il più piccolo è un HS 15 con punto K 15, poi un HS 32 punto K 30 e un HS 66. Vi è la possibilità di utilizzarli sia nel periodo invernale sia in quello estivo.
Pragelato è attrezzata anche per la pratica dello sci alpino, con i comprensori Pragelato ski (circa 50 km di piste) e Via Lattea (circa 400 km di piste). Il comprensorio sciistico Pragelato ski è composto da 6 impianti (due seggiovie e cinque skilift), mentre una funivia collega la frazione di Pattemouche con il comprensorio della Via Lattea.        

## Citazioni
Sul numero 594 di Topolino uscito il 16 aprile 1967, nella storia Paperino e il passaggio proibito, si nomina Pragelato, luogo di origine dell'immaginario campione di sci Discesoni.